# 학암포항
학암포항은 충청남도 태안군 원북면 방갈리에 위치한 어항이다. 1972년 8월 7일 지방어항으로 지정되었다. 시설관리자는 태안군수이다.

## 어항구역
2009년 7월 30일 고시된 학암포항의 어항구역은 다음과 같다.
- 수역: 분점도 북측 돌단부 기점(X=378,213 Y=128,921)으로부터 해수욕장 건너 통계뿌리 기점(X=378,291 Y=130,072)까지 연결한 선내의 공유수면
- 육역: 충청남도 태안군 원북면 방갈리 515-146 외 8필지 (세부내역은 생략)

2010년 12월 10일 학암포항의 구역조정(변경) 고시되었다. 상세한 사항 및 관계서류는 충청남도 수산과 및 태안군에 비치되어 있다.